# Équipe cycliste Kern Pharma
Ne pas confondre avec la structure amateur associée, l'équipe cycliste Lizarte.
Kern Pharma (officiellement Equipo Kern Pharma) est une équipe cycliste espagnole créée en 2020 sur la structure de l'équipe de club  Lizarte existant depuis 1993. Elle est basée à Pampelune en Espagne et est sponsorisée par le laboratoire pharmaceutique Kern Pharma. Créée comme une équipe continentale, elle court avec une licence d'UCI ProTeam depuis 2021.
L'équipe a initialement été créée et dirigée par Manolo Azcona qui, malade, a été contraint de laisser la main au manager général Juanjo Oroz. Azcona est décédé en 2024, quelques jours avant une série de 3 victoires d'étapes de coureurs de son équipe sur la Tour d’Espagne.

## Principales victoires

### Course par étapes
- Tour Alsace : 2021 (José Félix Parra)
- Tour d'Espagne : 12e, 15e (Pablo Castrillo) et 18e étapes (Urko Berrade) du Tour d'Espagne 2024

### Championnats nationaux
- Championnats de Taïwan sur route : 1
  - Contre-la-montre : 2020 (Sergio Tu)
- Championnats d'Espagne sur route : 1
  - Contre-la-montre : 2022 (Raúl García Pierna)

## Classements UCI
L'équipe participe aux circuits continentaux et principalement à des épreuves de l'UCI Europe Tour. Les tableaux ci-dessous présentent les classements de l'équipe sur les différents circuits, ainsi que son meilleur coureur au classement individuel.
UCI America Tour
| UCI America Tour | UCI America Tour       | UCI America Tour                          | UCI America Tour |
| Année            | Classement par équipes | Meilleur coureur au classement individuel |                  |
| ---------------- | ---------------------- | ----------------------------------------- | ---------------- |
| 2020             | -                      | Daniel Méndez (178e)                      |                  |
| 2021             | -                      | Daniel Méndez (395e)                      |                  |
|                  |                        |                                           |                  |
| Source : UCI     |                        |                                           |                  |

UCI Europe Tour
| UCI Europe Tour | UCI Europe Tour        | UCI Europe Tour                           | UCI Europe Tour |
| Année           | Classement par équipes | Meilleur coureur au classement individuel |                 |
| --------------- | ---------------------- | ----------------------------------------- | --------------- |
| 2020            | 26e                    | Enrique Sanz (276e)                       |                 |
| 2021            | 19e                    | Roger Adrià (196e)                        |                 |
| 2022            | 25e                    | Roger Adrià (327e)                        |                 |
| 2023            | 10e                    | -                                         |                 |
| 2024            | -                      | Pablo Castrillo (1er)                     |                 |
|                 |                        |                                           |                 |
| Source : UCI    |                        |                                           |                 |

L'équipe est également classée au Classement mondial UCI qui prend en compte toutes les épreuves UCI et concerne toutes les équipes UCI.
| Classement mondial | Classement mondial     | Classement mondial                        | Classement mondial |
| Année              | Classement par équipes | Meilleur coureur au classement individuel |                    |
| ------------------ | ---------------------- | ----------------------------------------- | ------------------ |
| 2020               | 49e                    | Enrique Sanz (336e)                       |                    |
| 2021               | 38e                    | Roger Adrià (229e)                        |                    |
| 2022               | 48e                    | Roger Adrià (407e)                        |                    |
| 2023               | 31e                    | Roger Adrià (171e)                        |                    |
| 2024               | 26e                    | Pablo Castrillo (126e)                    |                    |
|                    |                        |                                           |                    |
| Source : UCI       |                        |                                           |                    |

## Equipo Kern Pharma en 2025
Effectif
| Effectif 2025               | Effectif 2025     | Effectif 2025 | Effectif 2025                        |
| Cycliste                    | Date de naissance | Pays          | Équipe précédente                    |
| --------------------------- | ----------------- | ------------- | ------------------------------------ |
| Ibai Azanza                 | 22 février 2004   | Espagne       | Equipo Finisher (2024)               |
| Hugo Aznar                  | 1 décembre 2003   | Espagne       | Equipo Finisher (2023)               |
| Unai Aznar                  | 26 juillet 2002   | Espagne       | Equipo Finisher (2023)               |
| Urko Berrade                | 28 novembre 1997  | Espagne       | Euskadi Basque Country-Murias (2019) |
| Marc Brustenga              | 4 septembre 1999  | Espagne       | Lidl-Trek (2023)                     |
| Pablo Carrascosa            | 7 octobre 2002    | Espagne       | Equipo Finisher (2024)               |
| Iván Cobo                   | 2 janvier 2000    | Espagne       |                                      |
| Iñigo Elosegui              | 6 mars 1998       | Espagne       | Movistar Team (2022)                 |
| Haimar Etxeberria           | 8 septembre 2003  | Espagne       | Equipo Finisher (2024)               |
| Miguel Ángel Fernández Ruiz | 21 mars 1997      | Espagne       | Burgos-BH (2023)                     |
| Francisco Galván            | 1 décembre 1997   | Espagne       | Lizarte (2019)                       |
| Nil Gimeno                  | 21 avril 2004     | Espagne       | Equipo Finisher (2024)               |
| Jorge Gutiérrez             | 23 septembre 2002 | Espagne       | Equipo Finisher (2023)               |
| Unai Iribar                 | 12 juin 1999      | Espagne       | Euskaltel-Euskadi (2023)             |
| Pau Miquel                  | 20 août 2000      | Espagne       | Lizarte (2021)                       |
| José Félix Parra            | 16 janvier 1997   | Espagne       | Lizarte (2019)                       |
| Mikel Retegi                | 27 avril 2001     | Espagne       | Lizarte (2022)                       |
| Ibon Ruiz                   | 30 janvier 1999   | Espagne       | Lizarte (2019)                       |
| Iván Sosa                   | 31 octobre 1997   | Colombie      | Movistar Team (2024)                 |
| Antonio Jesús Soto          | 22 septembre 1994 | Espagne       | Euskaltel-Euskadi (2023)             |
| Diego Uriarte               | 26 octobre 2001   | Espagne       | Equipo Finisher (2023)               |
| Mats Wenzel                 | 19 décembre 2002  | Luxembourg    | Lidl-Trek Future Racing (2024)       |
|                             |                   |               |                                      |
| Source : ProCyclingStats    |                   |               |                                      |

Victoires
| Victoires | Victoires | Victoires | Victoires | Victoires | Victoires |
| Date      | Course    | Pays      | Classe    | Vainqueur |           |
| --------- | --------- | --------- | --------- | --------- | --------- |